# Gornji Kneginec
Gornji Kneginec je općina u Hrvatskoj.

## Zemljopis
Općina Gornji Kneginec nalazi se u sastavu Varaždinske županije. Smještena je u središnjem dijelu Županije, 6 km južno od Grada Varaždina. Južni dio općine se nalazi u podnožju Varaždinskog topličkog gorja, a sjeverni dio prelazi u nizinu rijeke Drave na sjeveru Hrvatskog zagorja. S istočne strane graniči s Općinom Jalžabet, s jugoistočne s Gradom Varaždinske Toplice, s jugozapadne s Gradom Novim Marofom, a sa zapadne s Općinom Sveti Ilija. Površina Općine iznosi 22,34 km2 (što je 1,77 % od ukupnog prostora Županije). Prometni položaj općine Gornji Kneginec vrlo je povoljan u makrogeografskom, topografskom ili mikrogeografskom smislu.

## Stanovništvo
Po popisu stanovništva iz 2001. godine, općina Gornji Kneginec imala je 5259 stanovnika, raspoređenih u 5 naselja:
- Donji Kneginec – 761
- Gornji Kneginec – 1664
- Lužan Biškupečki – 429
- Turčin – 957
- Varaždin Breg – 1448

| broj stanovnika | 1512  | 1673  | 1752  | 2101  | 2416  | 1832  | 1960  | 3278  | 3893  | 4067  | 4275  | 4416  | 4787  | 4977  | 5259  | 5349  | 4900  |
|                 | 1857. | 1869. | 1880. | 1890. | 1900. | 1910. | 1921. | 1931. | 1948. | 1953. | 1961. | 1971. | 1981. | 1991. | 2001. | 2011. | 2021. |

| broj stanovnika | 499   | 521   | 582   | 702   | 818   | 872   | 973   | 1036  | 1247  | 1281  | 1331  | 1362  | 1576  | 1597  | 1664  | 1637  | 1430  |
|                 | 1857. | 1869. | 1880. | 1890. | 1900. | 1910. | 1921. | 1931. | 1948. | 1953. | 1961. | 1971. | 1981. | 1991. | 2001. | 2011. | 2021. |

## Povijest
Nakon što je Andrija II. Arpadović naslijedivši svog brata ipak postao hrvatsko-ugarski kralj, on 1209. godine gradu Varaždinu daje naslov slobodnog kraljevskog grada u kojoj spominje i kneginečku kulu pod nazivom «Kehne», od čega je i kasnije nastalo ime Kneginec. O tome kako se kneginečka kula našla u kraljevoj povelji i kako je on uopće bio upoznat s njenim postojanjem, svjedoče zanimljivi povijesni zapisi o događajima koji su se u 11. stoljeću odigrali na ovom području.
Kad je u 11. stoljeću na hrvatsko-ugarsko prijestolje stupio Emerik, Andrijin brat, Andrija je pokušao preoteti vlast. Jednom su se sastale Andrijina i Emerikova vojska : Emerik stajaše na ugarskoj obali, a Andrija na hrvatskoj. Andrija se nadao da će sa svojom vojskom nadhrvati starijeg brata.  No, kad je stigao konačan trenutak obračuna ni Andrijina, ni Emerikova vojska nije se usudila pomaknuti.  Nakon nekog vremena Emerik odlučio je stvar uzeti u svoje ruke riješiti situaciju u vlastitu korist. Ostavio je svoju vojsku te sam, goloruk, noseći u ruci jedino kraljevsko žezlo, prešao preko Drave u Andrijin tabor u koji je ušao dostojanstveno i rekao Andrijinim vojnicima : «Ej, ljudi, evo vašega kralja! Tko će se od vas usuditi da omasti ruke krvlju svoga krunjenoga kralja?»  I nitko nije pisnuo ni riječ, već svi pohitaše pred kraljeve noge da ga mole za oprost, te se obje vojske sjediniše bez Andrijina znanja, a sva Hrvatska i Dalmacija priznade kralja Emerika  za svoga jedinoga gospodara.  Nesretni Andrija tako je dospio u roblje, a brat i priznat kralj Emerik dade ga zatvoriti «…u tvrdu kulu Kneginec kraj Varaždina u kojoj je čamio sve do smrti bratove god. 1204. …»
Nakon drugih događaja koji su se zbili za vrijeme Emerikova vladanja on umire sredinom 1204., no prije toga, pošto se bio zabrinuo za sudbinu svog sina Ladislava, dade ga okruniti za kralja, a onda još «…izvadi iz tamnice grada Kneginca svog brata Andriju, oprosti mu sve i učini ga skrbnikom nedorasloga sina i podjedno upraviteljem države…».

## Poznate osobe
- Biserka Težački-Kekić, pjesnikinja
- Sandro Meštrić, rukometaš

## Spomenici i znamenitosti
Popis građevina koje se nalaze na Listi preventivno zaštićenih kulturnih dobara u Gornjem Knegincu:
- Sakralna građevina:
  - Crkva Sv. Marije Magdalene iz 15. stoljeća s kasnijim prigradnjama. U 17. stoljeću spominje se malo groblje oko crkve. Crkva je proširena (produžena) 1800. godine, a temeljito se obnavlja od 1967. – 69. godine. Zaštićena je 1966. godine.

- - Civilna građevina:

Kula Kehne (Andrijina kula). Pretpostavlja se da na spomenutom mjestu nije postojala samo kula već da je Kehne bio utvrđeni kaštel odnosno grad. Na prijelazu iz 18. u 19. stoljeće u pisanom obliku se spominje postojeća kula, ostaci zidova, ostaci još dviju kula i zidane kuće na četvrtom uglu kaštela. Zaštićena je 1966. godine. Župni dvor, izgrađen 1797. godine, temeljito obnovljen 70-ih godina 20. stoljeća. Zaštićen je 1966. godine. Spomen ploča NOB-a koja se nalazi na zgradi stare škole (danas dječji vrtić).
- Arheološki lokaliteti:
  - arheološki lokalitet "Župna crkva Sv. Marije Magdalene" – gotički arhitektonski elementi (prozor) iz 15. stoljeća u sklopu barokne crkve.
  - arheološki lokalitet "Andrijina kula" – srednjovjekovna kula na istaknutom brežuljku kao ostatak veće fortifikacije.
  - arheološki lokalitet "Varaždin Breg" – otkriven 1960. godine prilikom iskopa današnjeg ribnjaka. Nađeni su kameni artefakti iz mlađeg kamenog ili bakrenog doba i naseobinska keramika iz mlađeg željeznog doba.
  - arheološki lokalitet "Banjščina" – slučajni nalaz ostave srebrnog novca iz 1. stoljeća prije Krista, bez točnog mjesta nalaza.

- Ostale sakralne građevine:
  - Kapelica Sv. Trojstva na Haliću, izgrađena oko 1870. godine. U kapelici se nalazi slika Majke Božje Vinske – ulje na limu.
  - Kapelica Srca Isusova u Donjem Knegincu, izgrađena 1940. godine.
  - Kapelica Sv. Ivana Nepomuka u Šmičkovcu, Gornji Kneginec, izgrađena 1923. g.
  - Kapelica Sv. Križa u Lužanu Biškupečkom, izgrađena 90-ih godina. Kip Sv. Ane na križanju Malog i Dugog Vrha. (Klesani rad u stilu baroka, koji treba restaurirati.) Kip Sv. Ivana Nepomuka na križanju Topličke i Knegingradske ulice u G. Knegincu. Stari kip je demoliran 1965. godine, a krajem 90-ih postavljen je novi. Kip Sv. Križa u Lužanu Biškupečkom.

### Poznatije vinogradarske kurije
- Mali Vrh:
- Horvatova kurija – stara oko 150 godina, obnovljena. Južno od kurije nekada se prostirao veliki posjed s gospodarskim građevinama (sačuvan silos) i ribnjakom. "Beli fratri" (bivša vila Hercezi), nalazi se nasuprot Horvatove kurije. Građevina je stara oko 300 godina. Prilikom obnove u unutrašnjosti je restaurirana i kapelica.
- Grimsova kurija – veća građevina, početkom 19. stoljeća u vlasništvu grofova Bombellesa. U podrumu se nalazi tijesak iz 1823. godine. Na posjedu je i obnovljena zgrada vincilira. Antunovićeva kurija, građevina je obnovljena, nalazi se na skretanju prema Valdecovoj hiži. Valdecova hiža, na padini između Pintarićeve grabe i Malog Vrha. Vjerojatno je jedini izvorno sačuvani seljački posjed s kućom za stanovanje. Građevina se nalazi na osami u voćnjaku, a u blizini nema novoizgrađenih objekata. Ispred kuće su preša i manje gospodarske građevine. Prije 70 godina u kući osnovano vatrogasno društvo. Bilo bi poželjno sačuvati posjed u cijelosti i ne parcelirati ga.
- Kettigova kurija – u podrumu je preša iz 1880. godine.
- Vidakovićeva vila – (“Solarovo”), nalazi se pri Horvatovoj vili na odvojku za Pintarićevu grabu. Građevina je ruševna i neodržavana, ali nije napuštena, već se u njoj stanuje.
- Vila "Naš mir" (Bijeli dvori).
- Kurija prije kipa Sv. Ane – veća građevina. Vila Kralj (nekadašnje "Vis"-ove gorice). Početkom stoljeća pregrađena je i podignut je kat. Uz građevinu manja zelena površina. Magdićeva vila (nekad zgrada Fodor, kasnije Petrović). Obnovljena je u izvornom obliku i zadržana je stara preša.
- Valentekovićeva kurija – manja građevina, stara preko 100 godina. Uz kuriju raste velika platana. Zgrada vincilira i gospodarski objekti su srušeni. Nekada je u objektu boravila Ivana Brlić-Mažuranić.
- Banjščina:
- Ljetnikovac Kussy (Varteksov vinograd) – obnovljen. Vila "Moj mir" iz 19. stoljeća. Vinogradarska kurija grofova Valentekovića, ulaz na posjed kroz kameni portal s lavovima.

- Koradovica:
- Vinogradska kuća Markich-Bužan (Pust-Stančić) – velika građevina, sačuvan drveni trijem (balkon).
- Glavić:
- Vila "Dora" (Milković), izgrađena je između dva rata. Na nekadašnjem posjedu vile Bauer nalazi se bunar cara Josipa II. Bunar je po nalogu cara Josipa II, a za potrebe ondašnje austro-ugarske vojske 1774. godine izgradila talijanska obitelj Zirzoni. Nalazi se na približno 300 m nadmorske visine. Dubina bunara je 137 m, visina vodenog stupa je 80 m, temperatura vode zimi i ljeti 13 °C, a voda je pitka. Bunar je pod zaštitom Općine.

## Vatrogastvo
- DVD Kneginec Gornji – osnovano 17. veljače 1924. godine na inicijativu tadašnjeg župnika Mirka Novaka. 1999. godine dobiva status Središnjeg društva koje od tada djeluje na području cijele Općine. Društvo sada ima 65 članova. (www.dvd-kneginec.hr)
- DVD Donji Kneginec
- DVD Turčin
- DVD Varaždinbreg

## Šport
- Nogometni klub Dubravka, Turčin,
- Nogometni klub Zagorac Kneginec Donji,
- Savate boks klub "Omega-Gym",
- Športsko ribolovno društvo OstrižKneginec,
- Tenis klub Kneginec,
- Ragbi klub Knegingrad

## Vanjske poveznice
- Službene stranice  Arhivirana inačica izvorne stranice od 7. studenoga 2021. (Wayback Machine)